# Lodnerhütte
De Lodnerhütte (Italiaans: Rifugio Cima Fiammante) is een Italiaanse berghut gelegen in het Zuid-Tiroolse natuurpark Texelgroep, een bergketen die begrensd wordt door het Etschtal, Passeiertal en Schnalstal. De hut ligt op 2259 m aan de voet van de Lodnerspitze. Andere naburige bergtoppen zijn ook de Texelspitze, Roteck, Gfallwand en Hohe Weisse. De uitbater van de Lodnerhütte is op dit moment Harald Prantl.